# 謝列京卡 (伯沙德區)
```
48°33′23″N
 
29°53′25″E

 / 

48.55639°N 29.89028°E

 / 
48.55639; 29.89028
```

謝列京卡（烏克蘭語：Серединка）是位於烏克蘭西部文尼察州裏海辛區的村莊，始建於1500年，面積25.85平方公里，海拔高度181米，2001年人口948，人口密度每平方公里36.67人。